# Acer dielsii
Acer dielsii é uma espécie de árvore do gênero Acer, pertencente à família Aceraceae.